# حركة المنتدى الجديد

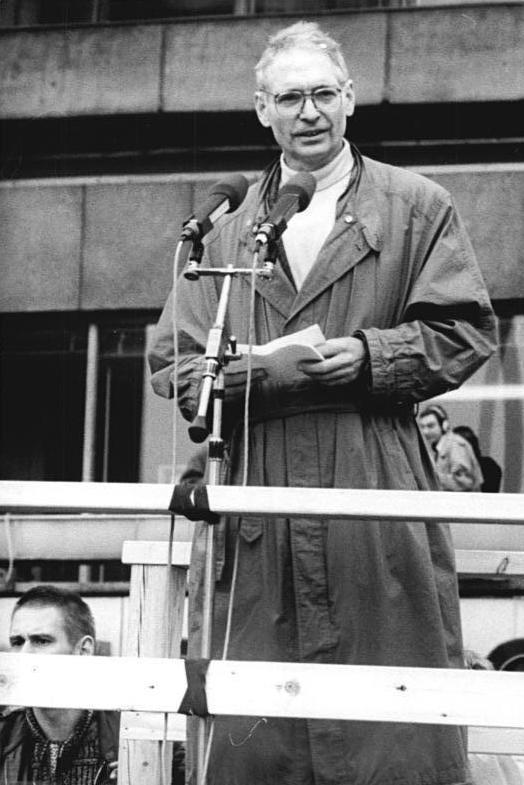
ينس رايش من حركة المنتدى الجديد وهو يتحدث في
مظاهرة ميدان ألكسندر في عام 1989.

حركة المنتدى الجديد (بالألمانية: Neues Forum)‏ هي حركة سياسية في ألمانيا الشرقية والتي تشكلت خلال الشهور السابقة لسقوط دولة ألمانيا الشرقية. ولقد تأسست في سبتمبر 1989 وكانت أول حركة سياسية مستقلة (غير تابعة للجبهة الوطنية) تعترف بها الدولة التي كان يقودها حزب الوحدة الاشتراكي الألماني في 8 نوفمبر 1989. وفي فبراير 1990، شكلت الحركة اتحاد 90 (Bündnis 90) بالاشتراك مع الديمقراطية الآن (Demokratie Jetzt) أو (DJ) ومبادرة السلام وحقوق الإنسان (Initiative für Frieden und Menschenrechte) أو (IFM).
ولقد كانت حركة المنتدى الجديد هي أول حركة سياسية على مستوى قومي في ألمانيا الشرقية خارج الكنيسة البروتستانتية. ووقع أعضاء حركة السلام؛ بمن في ذلك، باربل بوهلي وإنجريد كوبى ورولف هنريش وينس رايش ورينهارد مينيل، على الإعلان التأسيسي لمبادرة "Aufbruch 89" [مبادرة 89] في 9/10 سبتمبر 1989 في بلدية جرونهايدا والتي كانت آخر مقر للمنشق روبرت هافمان. لقد طالبت حركة المنتدى الجديد وجود حوار بشأن الإصلاحات الديمقراطية بهدف «إعادة تشكيل» المجتمع، وذلك بالتعاون مع أكبر نسبة مشاركة ممكنة من الشعب.
19 سبتمبر 1989 – تقدم الأعضاء للتسجيل
21 سبتمبر 1989 – تم رفض التسجيل بواسطة وزارة الداخلية: حيث إنهم اعتقدوا بأن حركة المنتدى الجديد معادية للدولة وغير شرعية. وذلك أدى إلى اندلاع المظاهرات. وأجبر الضغط المتزايد السلطات على السماح بوجود حركة المنتدى الجديد والاعتراف بها كمنظمة سياسية.
وبحلول نهاية عام 1989، كان قد وقع 200000 شخص على الإعلان وبلغ عدد الأعضاء كاملو العضوية 10000 عضو تقريبًا. وطالبت حركة المنتدى الجديد بانتخابات حرة وديمقراطية. إن مجموعات حركة المنتدى الجديد المحلية تنشط عادة في المدن. ولقد أدى الجدل حول نمو الديمقراطية الشعبية في نهاية عام 1989 إلى الخلاف حول إذا ما كان يمكن أن تصبح حركة المنتدى الجديد حزبًا أم سيظل مجرد حركة.
27 - 28 يناير 1990 – انفصل ما يقرب من ربع أعضاء حركة المنتدى الجديد (غالبيتهم من المناطق الجنوبية في ألمانيا الشرقية) وكونوا حزب المنتدى الألماني (DFP). احتفظت حركة المنتدى الجديد ببنيتها الديمقراطية الشعبية.
فبراير 1990 – انضمت حركة المنتدى الجديد إلى مجموعات المعارضة الأخرى (Initiative Frieden und Menschenrechte [مبادرة السلام وحقوق الإنسان] وDemokratie Jetzt [الديمقراطية الآن]) لتكوين الحزب السياسي Bündnis 90 (اتحاد 90).
مايو 1993 – انضم Bündnis 90 (اتحاد 90) وحزب West German Green (الخضر بألمانيا الغربية) لتكوين Bündnis 90/Die Grünen (اتحاد 90/حزب الخضر).

## وصلات خارجية
- New Forum from chronik der wende
- Founding proclamation of the New Forum
- Documents

(بالألمانية)